# Франкленд, Розмари
Розмари Франкленд (англ. Rosemarie Frankland; 1 февраля 1943 — 2 декабря 2000) — победительница конкурсов красоты «Мисс Великобритания» и «Мисс Мира 1961», актриса.

## Биография
Родилась в деревне Рослланнерхригог в округе Рексем на северо-востоке Уэльса в 1943 году, позднее её семья переехала в Ланкашир, Англия. Она принимала участие во многих конкурсах красоты и завоевала титул Мисс Уэльс, а затем в 1961 году в Лондоне, в качестве мисс Великобритания стала первой британкой и седьмой европейкой (Швеция выиграла два первых конкурса, Франция выиграла в 1953 году, Германия — три года спустя, Финляндия — в 1957 году и Нидерланды — в 1959), победившей на конкурсе «Мисс Мира». На конкурсе «Мисс Вселенная» 1961 года она заняла второе место, представляя Уэльс. Вместе с Джиной Суэйнсон (Мисс Бермудские острова), выигравшей титул «Мисс Мира» в 1979 году, Франкленд — одна из двух женщин, которые были ближе всего к победе как в Мисс Вселенная и в «Мисс Мира», будучи второй на «Мисс Вселенная» до победы на «Мисс Мира». Хелен Морган, также Мисс Уэльс и Мисс Великобритания, достигла того же результата, но она была лишена звания «Мисс Мира» спустя четыре дня после победы, так как оказалась матерью-одиночкой.
Когда Боб Хоуп увенчал её короной Мисс Мира, он заметил, что она самая красивая девушка, которую он когда-либо видел. В рамках своего пребывания в статусе Мисс Мира она вместе с Хоупом участвовала в концерте на Аляске.
После конкурса «Мисс Мира» Розмари начала актёрскую карьеру, завершившуюся в 1965 году ролью в фильме «Уж лучше в Швецию!» с участием Боба Хоупа. В 1970 году она вышла замуж за гитариста группы The Grass Roots Уоррена Энтнера, и они переехали в Лос-Анджелес. В 1976 году у них родилась дочь Джессика. Пара развелась в 1981 году.

### Смерть
Розмари Франкленд умерла в результате передозировки лекарств в декабре 2000 года в Марина-дель-Рей, Калифорния, после тяжелой депрессии. Её останки были перевезены в Уэльс и похоронены на кладбище Rhosllannerchrugog в феврале 2001 года. У неё осталась дочь, Джессика Энтнер.

## Фильмография
| Год  |   | Русское название   | Оригинальное название             | Роль                                |
| ---- | - | ------------------ | --------------------------------- | ----------------------------------- |
| 1964 | ф | Красота джунглей   | The Beauty Jungle                 |                                     |
| 1964 | с |                    | The Edgar Wallace Mystery Theatre | официантка (в эпизоде We Shall See) |
| 1964 | ф | Вечер трудного дня | A Hard Day’s Night                | в титрах не указана                 |
| 1965 | ф | Уж лучше в Швецию! | I'll Take Sweden                  | Марти                               |